# Óblast de Irkutsk
Irkutsk (del ruso: Ирку́тская о́бласть) es uno de los cuarenta y siete óblast que, junto con las veintiuna repúblicas, nueve krais, cuatro distritos autónomos y dos ciudades federales, conforman los ochenta y tres sujetos federales de Rusia. Su capital es la homónima Irkutsk. Está ubicado en la cuenca de los ríos Angará, Lena y Tunguska Inferior, en el distrito Siberia, limitando al noreste con Sajá, al sureste y sur con Buriatia y Zabaikalie —parte de esta frontera la forma el lago Baikal—, al suroeste con Tuvá y al oeste con Krasnoyarsk. 
Con un área de 767 900 km² (el 4,6% del territorio ruso) es la cuarta entidad más extensa del país, tras Sajá, Krasnoyarsk y Jabárovsk.

## Escudo de armas
El escudo de armas de Irkutsk se remonta al siglo XVII, contiene dos elementos típicos de la cultura Transbaikalia y está formado por un tigre de amur que lleva una marta en su boca.

## Geografía
La óblast de Irkutsk colinda con las repúblicas de Buriatia y Tuvá por el sur y suroeste, con el krai de Krasnoyarsk por el oeste, la República de Saja por el noreste y con el krai de Zabaikalski por el este. El conocido lago Baikal está localizado al sureste de esta región.
Desde el 1 de enero de 2008 el distrito autónomo de Ust-Ordá Buriatia forma parte de la óblast de Irkutsk.

### Mapas de los ríos del óblast

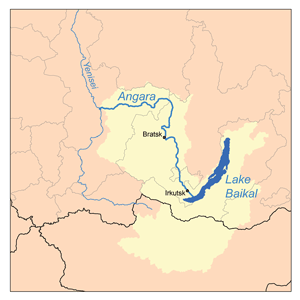
El Angará es el río principal de este óblast
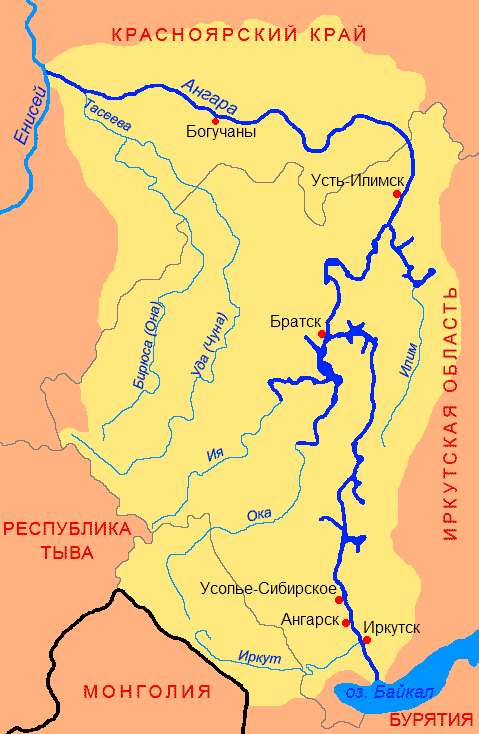
Mapa en ruso del río Angará (Ангара)
El río Yeniséi

En el segundo mapa se pueden leer los nombres de cinco ciudades pertenecientes a este óblast: Irkutsk (Иркутск), Angarsk (Ангарск), Usolie-Sibírskoye (Усолье-Сибирское), Bratsk (Братск) y Ust-Ilimsk (Усть-Илимск).

### Huso horario
La óblast de Irkutsk está localizada en el huso horario de Irkutsk (IRKT/IRKST). El desvío del UTC es de +08:00 (IRKT)/+09:00 (IRKST).

### Clima
El clima es continental. La temperatura se mantiene bajo los 0 °C casi la mitad del año. El invierno es muy nevado, con temperaturas que promedian entre -17 °C a -33 °C. La primera mitad del verano suele ser caliente, corto y seco, mientras que la segunda mitad tiende a ser húmeda. La temperatura suele fluctuar entre los +17 °C y +33 °C.

## División administrativa

### Distritos
La óblast de Irkustk consiste de los siguientes distritos (районы):
- Angarsky (Ангарский)
- Balagansky (Балаганский)
- Bodaybinsky (Бодайбинский)
- Bratsky (Братский)
- Cheremkhovsky (Черемховский)
- Chunsky (Чунский)
- Irkutsky (Иркутский)
- Kachugsky (Качугский)
- Katangsky (Катангский)
- Kazáchinsko-Lensky (Казачинско-Ленский)
- Kirensky (Киренский)
- Kuytunsky (Куйтунский)
- Mamsko-Chuysky (Мамско-Чуйский)
- Nizhneilimsky (Нижнеилимский)
- Nizhneudinsky (Нижнеудинский)
- Olkhonsky (Ольхонский)
- Shélekhovsky (Шелеховский)
- Slyudyansky (Слюдянский)
- Tayshetsky (Тайшетский)
- Tulunsky (Тулунский)
- Usolsky (Усольский)
- Ust-Ilimsky (Усть-Илимский)
- Ust-Kutsky (Усть-Кутский)
- Ust-Udinsky (Усть-Удинский)
- Zalarinsky (Заларинский)
- Zhigálovsky (Жигаловский)
- Ziminsky (Зиминский)

## Demografía
La población de Irkutsk es de 2,77 millones de habitantes, de los cuales el 79,6% es urbano y 20,4% rural. Su densidad es de 3,5 habitantes por kilómetro cuadrado, mientras que el promedio de toda la Federación Rusa es de 8,7. Irkutsk es el centro administrativo, con una población de 594 500 habitantes. Otras ciudades grandes son Angarsk (267 000 habitantes), Bratsk (253 600 habitantes), Usolie-Sibírskoye (104 300 habitantes) y Ust-Ilimsk (107 200 habitantes).